# Xuanwumen

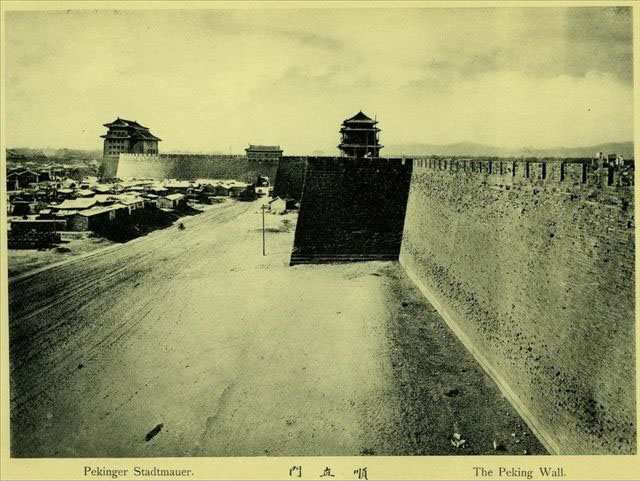
Xuanwumen ca 1900 till 1903.

Xuanwumen (宣武门; 宣武門; Xuānwǔmén) eller Xuanwuporten var en forna stadsport i Pekings stadsmur i Kina, och numer namnet på en transportknutpunkt i Peking. Xuanwumen stod centralt i Peking i södra Xichengdistriktet väster om där Himmelska fridens torg.
Xuanwumen uppfördes i samband med att kejsar Yongle från 1419 uppförde den södra delen av muren runt den inre staden. Xuanwumen monterades ner 1969 i samband med att Pekings tunnelbana (Linje 2) uppfördes.
| Pekings tunnelbana |         |                    |
|                    | Linje 2 | Xuanwumen (宣武门) |
|                    | Linje 4 | Xuanwumen (宣武门) |